# Alter ego

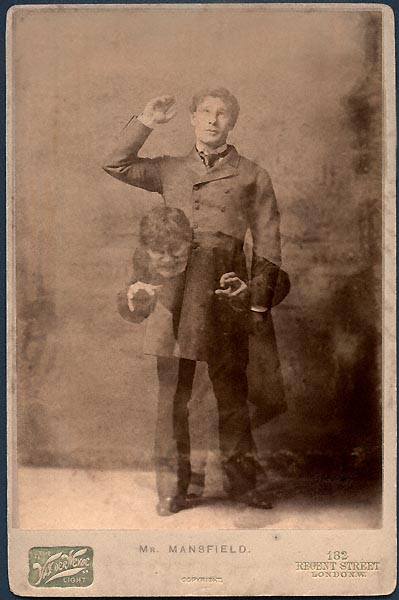
Doktor Jekyll i pan Hyde – przykład alter ego

Alter ego (łac. alter ego ‘drugi ja’) – 1. osoba pokrewna duchowo, zaufana, bliski przyjaciel, powiernik, również postać literacka, filmowa, która jest utożsamiana z autorem dzieła; 2. także  druga osobowość wewnątrz tej samej osoby, druga tożsamość, druga część rozdwojonej jaźni.
Termin stosowany w analizie literackiej do opisu postaci, które są psychologicznie identyczne, a czasami również do opisania jakiejś postaci jako alter ego autora, fikcyjnego bohatera, którego zachowanie, mowa lub myśli celowo wyrażają tego autora. Alter ego często przejawia tłumione skłonności pisarza, także te skrywane, zwykle społecznie nieakceptowalne. Na przykład bohaterowie powieści i opowiadań Edwarda Stachury to alter ego pisarza: Janek Pradera, Edmund Szerucki, Michał Kątny. Podobnie Henry Chinaski – postać występująca w wielu książkach amerykańskiego pisarza Charlesa Bukowskiego jest uważana za alter ego autora.